# توفان‌لی (کوزان)
توفان‌لی (به ترکی استانبولی: Tufanlı) یک منطقهٔ مسکونی در ترکیه است که در قوزان (ترکیه) واقع شده‌است.